# Dennis Letnom
Dennis Letnom (28 mei 1981) is een Nederlands muziekproducent en manager. 

## Biografie
Letnom begon in 2004 als componist en producer voor de film League Of Legends.
In 2007 schreef en produceerde Letnom mee aan het tweede album van Tim Beumers, genaamd Bloed, Zweet en Tranen en het tweede album van Brace, genaamd Dilemma. Speciaal voor dit album werkten zij aan een nummer voor het Wereld Natuur Fonds, genaamd: De Wereld Is Niet Van Ons. Het nummer werd onderdeel van een nieuwe Wereld Natuur Fonds tv-campagne. In datzelfde jaar heeft Letnom meegeschreven aan filmmuziek van de bioscoopfilm Ernst, Bobbie en de geslepen Onix.
In 2008 schreef en produceerde Letnom mee aan het debuutalbum van Kempi, genaamd Du Zoon. Het album werd uitgebracht op 7 september 2008 en kwam een week later binnen in de Nederlandse Album Top 100, waar het een zevende plaats bereikte. In datzelfde jaar bracht hij zijn vierde mixtape uit. Hiervoor werkte Letnom onder andere mee aan de track Revolutie [Remix], waarop Kempi samenwerkte met E.D.I. Mean en Young Noble van de Amerikaanse rapgroep Outlawz.
In 2008 werd Letnom benaderd door de gemeente Amsterdam, stadsdeel Noord en stichting Welsaen om een workshop te bedenken voor jongeren uit Amsterdam. Hij stelde een team van professionals samen en betrok uitzendorganisatie Manpower als maatschappelijke partner en platenmaatschappij Top Notch als creatieve partner. De workshop, genaamd De Wind Van Voren heeft plaatsgevonden in buurthuis ‘Het Molenhuis’ in de Molenwijk in Amsterdam. Het gehele project besloeg, met inachtneming van vakanties en feestdagen, een jaar.
In 2009 werkte Letnom voor Top Notch aan Damaru & Jan Smit (zanger) Mi rowsu (Tuintje in mijn hart). Daarbij werkte hij samen met Erik J. Meijer van RODIN Filmproductions en produceerde Letnom muziek voor campagnes van KLM Royal Dutch Airlines, La Perla International, Gemeente Naarden en Het Operations Control Center (OCC) van KLM.
In 2010 schreef en produceerde Letnom mee aan het album van The Opposites, genaamd Succes / Ik ben Twan. 
In datzelfde jaar werkte hij ook mee aan nummers waaronder de track The Light, waarop Kempi samenwerkte met Layzie Bone van de Amerikaanse rapformatie Bone Thugs-N-Harmony. en de totstandkoming van het nummer Drivin’ van Mr Probz met Tim Wes op saxofoon. In 2011 schreef en produceerde Letnom mee aan het tweede studioalbum van Kempi, genaamd Het Testament Van Zanian Adamus. In 2012 produceerde Letnom het eerste album van Tim Wes, genaamd On My Way. Letnom schreef de nummers samen met Tim Wes en Anan den Boer en is tevens manager van Wes en uitvoerend producent van On My Way.
In 2016 werkte Letnom mee aan Kempi’s samenwerking met de Amerikaanse producer The Alchemist. Het resultaat was de ep Rap 'n Glorie, waar onder andere de single Ik wil Nikes Featuring Willem van The Opposites op staat.
In 2017 produceerde hij het nummer Vienna voor  Kempi. Dat jaar werkte Letnom al enige tijd aan het nieuwe album van Candy Dulfer, genaamd Together. Het album Together werd uitgebracht op 14 april 2017, zes jaar na haar laatste album. Letnom schreef mee en produceerde de titelsong Together en de nummers; How It’s Done,  After Tonight, Out Of Time (For P.) , Promises, Hold Up, So Close, D.I.S.C.O. , L.O.V.E. Intro en L.O.V.E. Outro.
In 2018 schreef en produceerde Letnom mee aan de eerste EP van Tim Wes, genaamd LOLA dat werd uitgebracht op 29 juni 2018. Eerder dit jaar ondersteunde Letnom samen met zangeres Anouk, Kempi bij zijn definitieve (zang)opnamen van het nummer Kempi feat. Anouk - No Love . Het nummer No Love werd uitgebracht op 9 maart 2018.
Naast zijn werkzaamheden als muziekproducent en manager richt hij zich op talentontwikkeling.
Hitnoteringen
| Album met eventuele hitnotering(en) in de Nederlandse Album Top 100 | Datum van verschijnen | Datum van binnenkomst | Hoogste positie | Aantal weken | Opmerkingen |
| ------------------------------------------------------------------- | --------------------- | --------------------- | --------------- | ------------ | ----------- |
| Dilemma                                                             | 2007                  | 17-11-2007            | 62              | 2            |             |
| Du zoon                                                             | 2008                  | 13-09-2008            | 7               | 5            |             |
| Succes / Ik Ben Twan                                                | 05-03-2010            | 13-03-2010            | 9               | 10           |             |
| Het Testament van Zanian Adamus                                     | 2011                  | 25-06-2011            | 17              | 4            |             |
| Together                                                            | 14-04-2017            | 22-04-2017            | 44              | 1*           |             |

| Album met hitnotering(en) in de Vlaamse Ultratop 200 albums | Datum van verschijnen | Datum van binnenkomst | Hoogste positie | Aantal weken | Opmerkingen |
| ----------------------------------------------------------- | --------------------- | --------------------- | --------------- | ------------ | ----------- |
| Succes / Ik Ben Twan                                        | 2010                  | 20-03-2010            | 57              | 22           |             |

### Singles
| Single met eventuele hitnotering(en) in de Nederlandse Top 40 | Datum van verschijnen | Datum van binnenkomst | Hoogste positie | Aantal weken | Opmerkingen                                                         |
| ------------------------------------------------------------- | --------------------- | --------------------- | --------------- | ------------ | ------------------------------------------------------------------- |
| Pomp je Booty                                                 | 05-04-2007            | 12-05-2007            | tip13           | -            | met Heist Rockah / nr. 81 in de Single Top 100                      |
| Mi rowsu                                                      | 26-06-2009            | 25-07-2009            | 1(3wk)          | 20           | Nr. 1 in de Single Top 100                                          |
| Mi rowsu (Tuintje in mijn hart)                               | 24-07-2009            | 08-08-2009            | 1(3wk)          | 18           | Dubbelnotering / met Jan Smit (zanger) / Nr. 1 in de Single Top 100 |
| Licht Uit                                                     | 22-02-2010            | 13-03-2010            | 23              | 7            | Nr. 19 in de Single Top 100                                         |

| Single met hitnotering(en) in de Vlaamse Ultratop 50 | Datum van verschijnen | Datum van binnenkomst | Hoogste positie | Aantal weken | Opmerkingen  |
| ---------------------------------------------------- | --------------------- | --------------------- | --------------- | ------------ | ------------ |
| Mi rowsu (Tuintje in mijn hart)                      | 2009                  | 29-08-2009            | tip15           | -            | met Jan Smit |
| Licht Uit                                            | 2010                  | 20-03-2010            | 3               | 23           |              |

## Prijzen en nominaties
| Jaar | Prijs               | Categorie         | Muziek                               |     |
| ---- | ------------------- | ----------------- | ------------------------------------ | --- |
| 2008 | State Awards 2008   | Beste Single      | Wakker in du Cel                     | Win |
| 2008 | State Awards 2008   | Beste Mixtape     | Mixtape 3.1                          | Win |
| 2008 | State Awards 2008   | Beste Album       | Du Zoon                              | Win |
| 2008 | State Awards 2008   | Beste Producer    | SoundG8                              | Nom |
| 2009 | State Awards 2009   | Beste Mixtape     | Mixtape 3.2 du Evolutie van 'N Nigga | Nom |
| 2010 | State Awards 2010   | Beste Mixtape     | Du Gangsta Tape: It's Official       | Nom |
| 2010 | State Awards 2010   | Beste Producer    | SoundG8                              | Nom |
| 2010 | Edison Music Awards | Beste Album       | Succes / Ik Ben Twan                 | Nom |
| 2010 | State Awards 2009   | Beste Clip        | Licht Uit                            | Nom |
| 2010 | 3VOOR12 Award       | Song van het Jaar | Licht Uit                            | #48 |
| 2011 | State Awards 2011   | Beste Album       | Testament van Zanian Adamus          | Nom |